# Hamneda församling
Hamneda församling var en församling i Sunnerbo kontrakt i Växjö stift och i Ljungby kommun i Kronobergs län. Församlingen uppgick 2006 i Södra Ljunga församling.
Församlingskyrka var Hamneda kyrka.

## Administrativ historik
Församlingen har medeltida ursprung. 
Församlingen utgjorde under medeltiden eget pastorat och har därefter varit annexförsamling i (Södra) Ljunga pastorat som förutom Hamneda från 1962 också innefattade Kånna församling och från 1992 Nöttja församling.Församlingen uppgick 2006 i Södra Ljunga församling.
Församlingskod var 078106.